# محوطه صوفی
محوطه صوفی مربوط به دوره اشکانیان - دوره ساسانیان است و در ۸۰۰ متری شمال گیلانغرب، ۵۰۰ متری جنوب غربی شهرک صنعتی واقع شده و این اثر در تاریخ ۲۷ اسفند ۱۳۸۶ با شمارهٔ ثبت ۲۲۳۷۱ به‌عنوان یکی از آثار ملی ایران به ثبت رسیده است.